# Arena Ludwigsburg
 (avril 2025).
Si vous disposez d'ouvrages ou d'articles de référence ou si vous connaissez des sites web de qualité traitant du thème abordé ici, merci de compléter l'article en donnant les références utiles à sa vérifiabilité et en les liant à la section « Notes et références ».
Le Arena Ludwigsburg est une salle omnisports située à Ludwigsbourg en Allemagne.

## Histoire
Inaugurée en 2009, cette salle remplace le Rundsporthalle Ludwigsburg.

## Événements
- Concert de Scorpions, 1er octobre 2009